# Corbières-en-Provence
Pour les articles homonymes, voir Corbières.
Corbières-en-Provence est une commune française, située dans le département des Alpes-de-Haute-Provence en région Provence-Alpes-Côte d'Azur. Avant novembre 2018, la commune se nommait Corbières.
Le nom de ses habitants est Corbiérains.
La commune offre plusieurs caractères typiques des communes de l'arrière-pays méditerranéen : relief accidenté de collines, climat chaud et sec en été et frais l'hiver. Le paysage de Corbières-en-Provence est occupé par des cultures typiques de la région méditerranéenne : l'olivier et la vigne, qui bénéficie de l'AOC Pierrevert. L'agriculture joue encore un rôle non négligeable dans l'économie locale, grâce aux cultures semencières. La majorité des emplois de la commune sont fournis par l'industrie et le secteur tertiaire.
Relativement dépeuplée au XVe siècle, la communauté est reconstituée ensuite et connaît une croissance démographique jusqu'en 1851. Sans échapper à l'exode rural, la commune est toutefois moins marquée que d'autres communes du département. La commune est occupée un an par l'Italie fasciste (1942-1943), puis l'occupation allemande dure un an de plus, jusqu'à la Libération le 20 août 1944. L'histoire récente de Corbières-en-Provence est marquée par l'extension de l'urbanisme pavillonnaire et par les incendies de forêt, notamment celui de 2002.

## Géographie
Le village est situé à 300 m d’altitude.

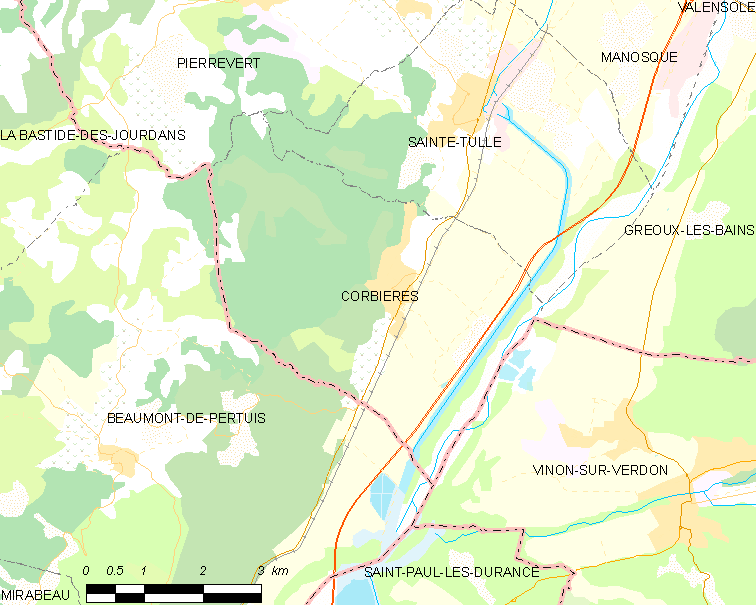
Corbières et les communes voisines (Cliquez sur la carte pour accéder à une grande carte avec la légende).

Les communes limitrophes de Corbières-en-Provence sont Sainte-Tulle, Gréoux-les-Bains, Vinon-sur-Verdon, Beaumont-de-Pertuis et Pierrevert.
La superficie de la commune est de 1 906 hectares ; l'altitude varie entre 256 et 531 mètres.
Le territoire de la commune est limité, à l’est par la Durance, grand torrent assagi depuis les travaux des années 1950-1960 ; au nord par le torrent de la Chaffère, et au sud par celui de l’Aillade. Le terroir se répartit entre collines du Luberon (les deux tiers ouest) et plaine de la Durance (à l’est), le village et les infrastructures anciennes (route nationale et voie ferrée) se trouvant à la limite des deux, évitant ainsi d’empiéter sur les zones cultivées. Le site du village est le rebord de la terrasse intermédiaire entre plaine, sur une position dominante mais facile à aménager.
Alors qu’au début du XIXe siècle, le paysage dominant de la commune était la lande et les espaces cultivés, actuellement c’est la forêt qui occupe les espaces les plus importants. Ce changement est surtout visible dans la partie ouest de la commune. À l’est, le principal changement date du dernier tiers du XXe siècle : il s’agit de la coupure apportée par les deux talus du canal EDF et de l’autoroute A51. Construites en bordure de Durance, ces deux infrastructures coupent complètement la commune du lit de la rivière. S’ils protègent l’ensemble du territoire de Corbières des crues dévastatrices de la rivière, ils empêchent complètement l’accès aux rives duranciennes, malgré les demandes d’aménagement d’un passage même piéton.

### Géologie et relief
La plaine de la Durance à l’est commence au pied des  collines, à environ 270 m d’altitude, puis descend jusqu’au cours de la rivière, à environ 260 m. Cette partie du paysage de Corbières est façonnée par l’agriculture et son histoire. À l’ouest de cette plaine, se trouve une terrasse, autour de 300 m d’altitude, qui domine la plaine et où est implanté le village.
Les collines du Luberon dépassent les 400 m, atteignant les 532 m à la Bosse, point culminant de la commune, les collines de la commune étant plus hautes que celles des communes voisines.

Reliefs de Corbières.
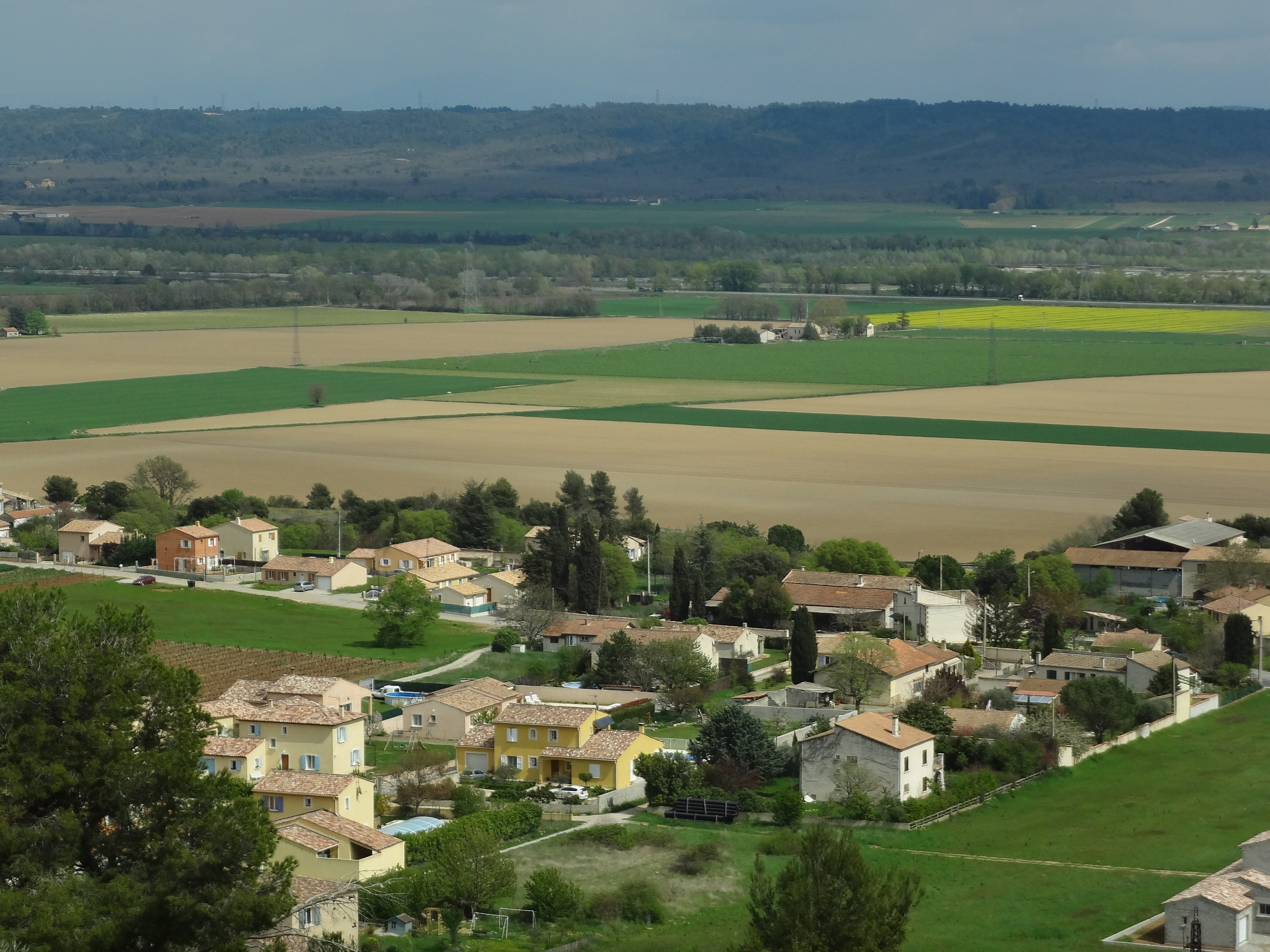
Un des reliefs de la commune : la plaine de la Durance, enserrée entre les collines de Corbières (derrière le photographe) et le plateau de Valensole (au fond).
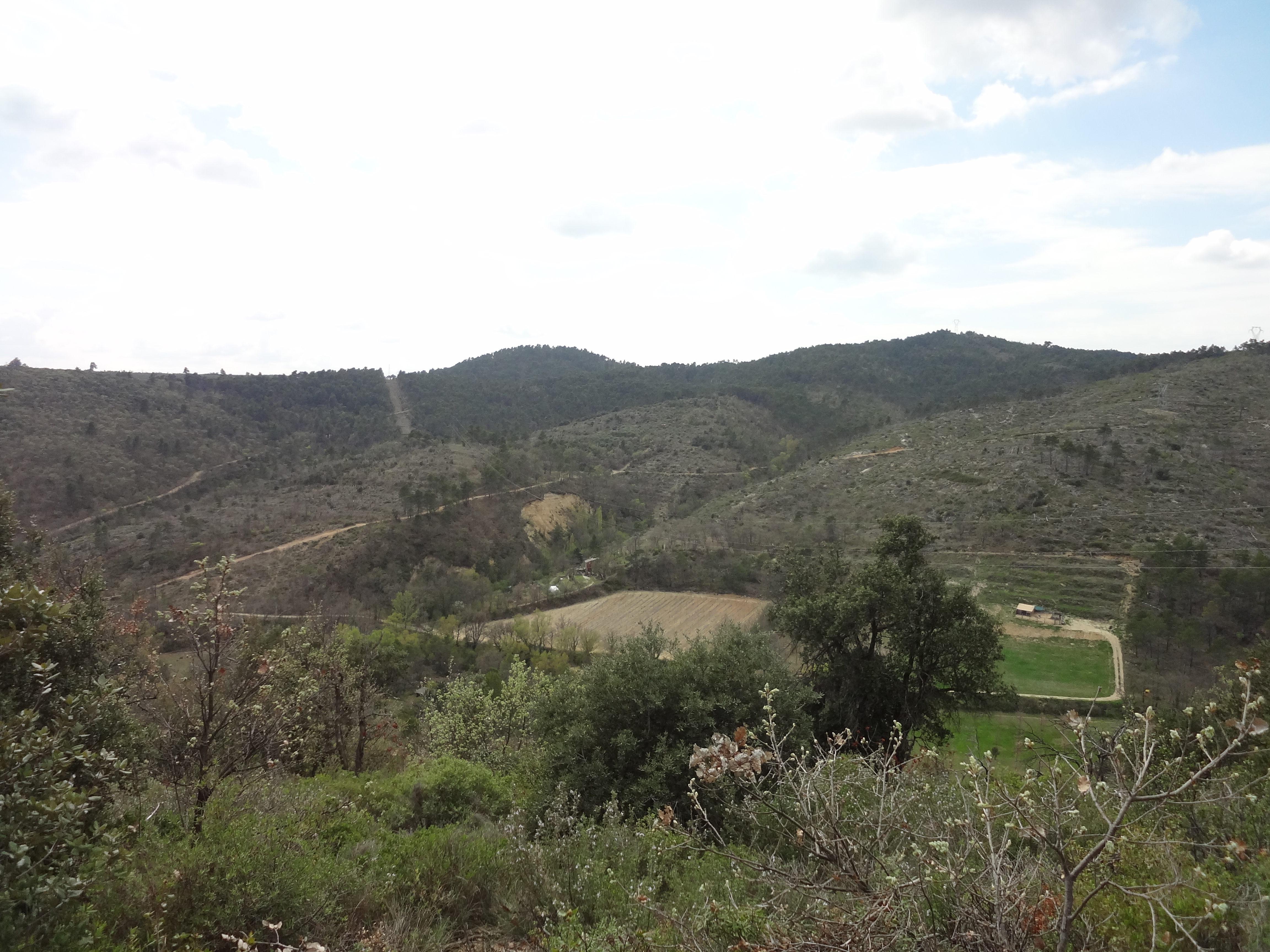
Un autre aspect de la commune : les collines (photo prise le même jour montrant la différence d’avancement de la végétation).

### Climat
Pour des articles plus généraux, voir Climat de Provence-Alpes-Côte d'Azur et Climat des Alpes-de-Haute-Provence.
En 2010, le climat de la commune est de type climat méditerranéen franc, selon une étude du Centre national de la recherche scientifique s'appuyant sur une série de données couvrant la période 1971-2000. En 2020, Météo-France publie une typologie des climats de la France métropolitaine dans laquelle la commune est exposée à un climat méditerranéen et est dans la région climatique Provence, Languedoc-Roussillon, caractérisée par une pluviométrie faible en été, un très bon ensoleillement (2 600 h/an), un été chaud (21,5 °C), un air très sec en été, sec en toutes saisons, des vents forts (fréquence de 40 à 50 % de vents > 5 m/s) et peu de brouillards.
Pour la période 1971-2000, la température annuelle moyenne est de 13 °C, avec une amplitude thermique annuelle de 17,4 °C. Le cumul annuel moyen de précipitations est de 729 mm, avec 5,8 jours de précipitations en janvier et 2,9 jours en juillet. Pour la période 1991-2020, la température moyenne annuelle observée sur la station météorologique de Météo-France la plus proche, « Vinon Sur Verdon », sur la commune de Vinon-sur-Verdon à 6 km à vol d'oiseau, est de 13,4 °C et le cumul annuel moyen de précipitations est de 607,5 mm. 
La température maximale relevée sur cette station est de 44,3 °C, atteinte le 28 juin 2019 ; la température minimale est de −13,5 °C, atteinte le 12 février 2012,,.
Les paramètres climatiques de la commune ont été estimés pour le milieu du siècle (2041-2070) selon différents scénarios d'émission de gaz à effet de serre à partir des nouvelles projections climatiques de référence DRIAS-2020. Ils sont consultables sur un site dédié publié par Météo-France en novembre 2022.

### Hydrographie
La commune de Corbières-en-Provence est arrosée par plusieurs torrents :
- le torrent de l'Aillade[14], long de 9 km, qui sert de limite avec la commune voisine de Beaumont-de-Pertuis ;
- le Chaffère, au nord ;
- le torrent de Corbières, qui passe au pied du village
- et le principal d’entre eux est la Durance[15].

Sur le cours du torrent de Corbières-en-Provence, un lac artificiel a été mis en eau au moment des travaux du canal EDF de la Durance. Il sert actuellement de rendez-vous dominical pour les promeneurs.
Enfin, le canal de Manosque traverse la commune du nord au sud, à la limite de la terrasse et des collines.

### Flore et forêt de Corbières
La commune compte 900 ha de bois et forêts, soit 47 % de sa superficie.
La plaine était autrefois plantée de nombreux arbres utilitaires (amandiers, pruniers et autres fruitiers, noyers, mûriers). Ces arbres sont aujourd'hui pratiquement absents. Un seul individu exceptionnel est signalé par Louis Plantier, un chêne d’une circonférence de 3 m, dans la plaine, qui a poussé les racines plongeant dans une filiole dérivée d’un canal d’irrigation.
Les collines sont actuellement presque entièrement occupées par la forêt méditerranéenne.

#### Reconstitution de la forêt
Les grands défrichements commencés au Moyen Âge et relancés lors de l’arrivée des colons piémontais en 1471 ont eu pour effet de modifier profondément les écosystèmes dans le sens d’une dégradation : érosion intense suivie d’inondations dévastatrices, récession ou disparition de certaines espèces végétales et animales. Ce processus de déforestation lié à une pression démographique toujours croissante atteignit son maximum au milieu du XIXe siècle.
De nouvelles sources d’énergies ayant alors fait leur apparition — le charbon, le pétrole — la forêt fut l’objet de moins de convoitises. À cela vint s’ajouter une politique volontariste de reboisement au niveau national pour restaurer les terrains de montagne fortement dégradés (voir restauration des terrains de montagne). Dans le même temps, le département des Basses-Alpes connaissait un important exode rural qui dura jusqu'au milieu du XXe siècle. La forêt de Corbières, qui appartenait à la commune, est vendue en 1883 à l’État, qui en accroît la superficie de 137 à 230 ha, tirant un important profit des ressources en bois.
Les gelées de 1956 donnèrent le coup de grâce aux olivettes (petite oliveraie) encore cultivées les plus difficiles d’accès et d’entretien. La forêt renaissante en tira les plus grands bénéfices et couvrit à nouveau les collines ainsi que les anciennes terrasses de culture dédiées à l’olivier.
L’aménagement de la Durance et la construction du barrage de Serre-Ponçon, en réduisant les débordements de la Durance, ouvrirent de nouveaux et riches espaces, tous à l’arrosage, dans la plaine de la Durance. On délaissa alors la colline et ses forêts qui ne présentaient plus guère d’intérêt.

### Voies de communication et transports

#### Voies routières
Corbières-en-Provence est située sur l'ancienne RN 96 (actuelle RD 4096), qui relie Château-Arnoux-Saint-Auban à Aubagne.
Corbières-en-Provence est à 11 kilomètres de la bretelle autoroutière de Manosque (sortie 18) située sur l'autoroute A51, qui assure une communication rapide vers le sud en direction d'Aix-en-Provence et de Marseille en 44 minutes et vers le nord en direction de Gap et de Sisteron.

#### Services autocars

##### Lignes intercommunales
Le village est desservi par une ligne intercommunale.
| Ligne | Parcours                                        |
| ----- | ----------------------------------------------- |
| 123   | Corbières-en-Provence ↔ Sainte-Tulle ↔ Manosque |

##### Lignes scolaires
Des lignes de transports scolaires ont été mises en place pour rallier les 3 collèges de Manosque, les trois lycées de Manosque, le lycée Félix-Esclangon, le lycée des Iscles et le lycée des Métiers-Louis-Martin-Bret ainsi que le collège de Sainte-Tulle. Ces lignes sont financées par la communauté d'agglomération Durance-Luberon-Verdon Agglomération au travers du réseau Trans'Agglo. En plus des lignes existantes du réseau, une autre a été rajoutée.
| Ligne | Parcours                             |
| ----- | ------------------------------------ |
| 169 S | Corbières-en-Provence ↔ Sainte-Tulle |

#### Transports ferroviaires
La gare SNCF la plus proche est celle de Manosque - Gréoux-les-Bains située à 8 kilomètres de Corbières, desservie par les TER de la ligne Lyon-Perrache - Marseille-Saint-Charles (via Grenoble).
La gare TGV la plus proche de Corbières est celle d'Aix-en-Provence TGV.

### Risques naturels et technologiques
Aucune des 200 communes du département n'est en zone de risque sismique nul. Le canton de Manosque-Sud-Est auquel appartient Corbières est en zone 2 (sismicité moyenne) selon la classification déterministe de 1991, basée sur les séismes historiques, et en zone 4 (risque moyen) selon la classification probabiliste EC8 de 2011. La commune de Corbières est également exposée à trois autres risques naturels :
- feu de forêt ;
- inondation (dans la plaine de la Durance, que ce soit par la rivière ou par les torrents) ;
- mouvement de terrain : le centre de la commune est concerné par un aléa moyen à fort[24].

La commune de Corbières-en-Provence est également exposée à plusieurs risques d’origine technologique :
- celui de transport de matières dangereuses, par rail, route et canalisations[25] ; dans le département, il s’agit surtout de transport de matières premières en direction des usines Arkema de Château-Arnoux-Saint-Auban, et Sanofi de Sisteron[26] :
  - en ce qui concerne la voie ferrée, des convois de marchandises dangereuses peuvent circuler sur la ligne de Lyon à Marseille (via Grenoble)[26] ;
  - la départementale RD 4096 (ancienne route nationale 96) et l’A51 peuvent être empruntées par les transports routiers de marchandises dangereuses[26] ;
  - enfin, le gazoduc servant à alimenter Digne et Manosque en gaz naturel traverse la commune et constitue donc un facteur de risque supplémentaire[27] ;
- le risque de rupture de barrage : en cas de rupture du barrage de Serre-Ponçon, toute la vallée de la Durance est menacée par l’onde de submersion. Corbières est également menacée en cas de rupture du barrage de Sainte-Croix[28].

Le plan de prévention des risques naturels prévisibles (PPR) de la commune a été approuvé en 2006 pour les risques de feu de forêt, d’inondation (il renouvelle le plan des surfaces submersibles de 1961), de mouvement de terrain et de séisme, mais le Dicrim n’existe pas. La commune est également concernée par le plan particulier d'intervention du CEA de Cadarache (risque nucléaire).

#### Catastrophes passées

##### Tremblements de terre
La commune a été l'objet d'un arrêté de catastrophe naturelle pour des inondations et des coulées de boue en 2011. Les digues protégeant la plaine des débordements du torrent du Chaffère, descendant du Luberon, avaient cédé, le 4 novembre 2011. La plaine s'était retrouvée engravée, comme aux siècles passés. Plus anciennement, la Durance ravageait régulièrement le terroir : en 1866, ce sont près de 40 ha de terres qui ont été emportées lors d’une crue. Les tremblements de terre ressentis de la manière la plus sensible dans la commune sont ceux :
- du 14 août 1708, avec une intensité macro-sismique ressentie dans la commune de VII sur l’échelle MSK et Manosque pour épicentre[33] ;
- du 11 juin 1909, avec une intensité de V et Lambesc pour épicentre[34] ;
- du 26 janvier 1967, avec une intensité de IV et Beaumont-de-Pertuis pour épicentre[35].

##### Incendie

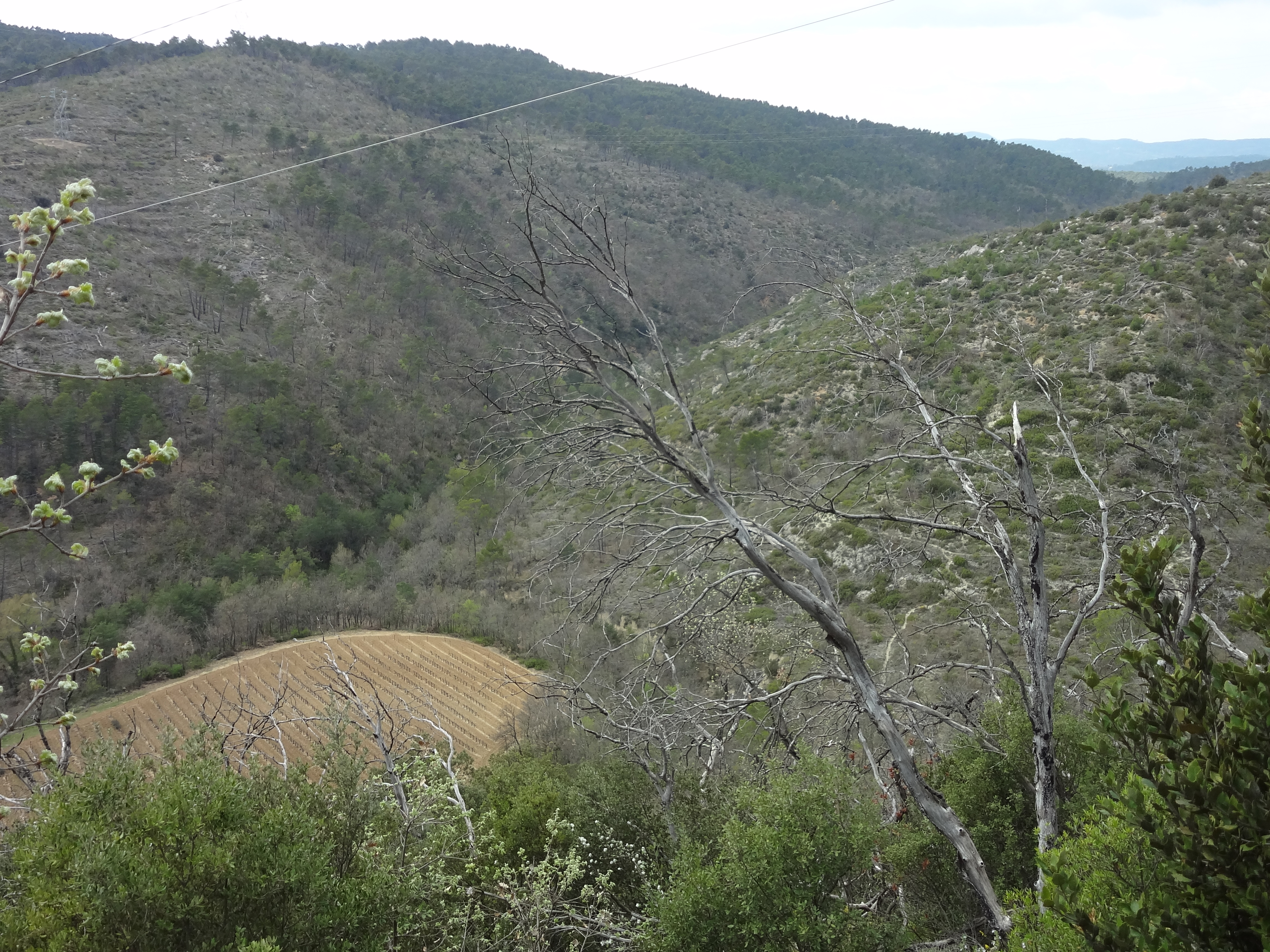
Vestiges de l’incendie de 2002 : un arbre mort, des collines aux flancs encore mal reboisés.

Un incendie de grande ampleur a fait d’importants dégâts en 1942. Toutefois, à cette époque-là, le couvert forestier était moins étendu et moins dense. De nombreux petits troupeaux de moutons et de chèvres ainsi qu’une intense utilisation du bois à usage domestique permettaient un entretien régulier de la colline.
L’incendie de 2002 est parti le 24 juillet vers 15 h 45 en bordure du terrain de golf à Pierrevert s’est propagé en moins de deux heures jusqu'aux abords des villages de Sainte-Tulle et Corbières-en-Provence. C’est le mistral atteignant des pointes de 100 km/h ce jour-là qui a permis une propagation aussi rapide des flammes. En direction du Sud puis de l’Est dans un premier temps et finalement, du Sud. Les moyens engagés comptent 450 hommes, 11 avions, 2 hélicoptères et 125 véhicules. Le feu est déclaré éteint le 27 juillet.
La forêt était composée à 80 % de pins d’Alep. La présence d’un important chablis de branches et d’arbres arrachés à la suite de la forte chute de neige de février 2000 a fourni un combustible particulièrement redoutable. Lors de l’incendie, 620 hectares de forêt ont été détruits, dont 285 à Corbières, 270 à Sainte-Tulle et 65 à Pierrevert,. Des maisons ont été incendiées.
Le reboisement a été mené de manière active et la végétation est repartie, vigoureuse : les pins se sont resemés, les chênes et les oliviers ont fait des rejets à partir de leur souche. Des parcours de randonnée ont été aménagés.

## Toponymie
La localité apparaît pour la première fois dans les textes au début du XIe siècle (Rocham Corbiaram).
 
Du latin corbus (corbeau) avec le suffixe –aria (« aire »).

Le nom désigne une forteresse construite à l’endroit où se rassemblent les corbeaux selon Ernest Nègre. Ce nom peut aussi évoquer la pierre, le rocher (racine préceltique kor-b), la niche écologique du corbeau (còrb) ou la courbure (corb) : ruisseau sinueux, rochers courbés. Ces différents sens ont pu se télescoper.[réf. nécessaire]
La ville change officiellement de nom pour le nouveau nom de Corbières-en-Provence en novembre 2018.

## Urbanisme

### Typologie
Au 1er janvier 2024, Corbières-en-Provence est catégorisée bourg rural, selon la nouvelle grille communale de densité à 7 niveaux définie par l'Insee en 2022.
Elle appartient à l'unité urbaine de Manosque, une agglomération intra-départementale dont elle est une commune de la banlieue,. Par ailleurs la commune fait partie de l'aire d'attraction de Manosque, dont elle est une commune de la couronne,. Cette aire, qui regroupe 30 communes, est catégorisée dans les aires de 50 000 à moins de 200 000 habitants,.

### Occupation des sols
L'occupation des sols de la commune, telle qu'elle ressort de la base de données européenne d’occupation biophysique des sols Corine Land Cover (CLC), est marquée par l'importance des forêts et milieux semi-naturels (58 % en 2018), une proportion sensiblement équivalente à celle de 1990 (58,7 %). La répartition détaillée en 2018 est la suivante : forêts (52,6 %), terres arables (27,5 %), zones agricoles hétérogènes (5,8 %), espaces ouverts, sans ou avec peu de végétation (5,4 %), zones urbanisées (5 %), cultures permanentes (3,3 %), eaux continentales (0,3 %).
L'évolution de l'occupation des sols de la commune et de ses infrastructures peut être observée sur les différentes représentations cartographiques du territoire : la carte de Cassini (XVIIIe siècle), la carte d'état-major (1820-1866) et les cartes ou photos aériennes de l'IGN pour la période actuelle (1950 à aujourd'hui).

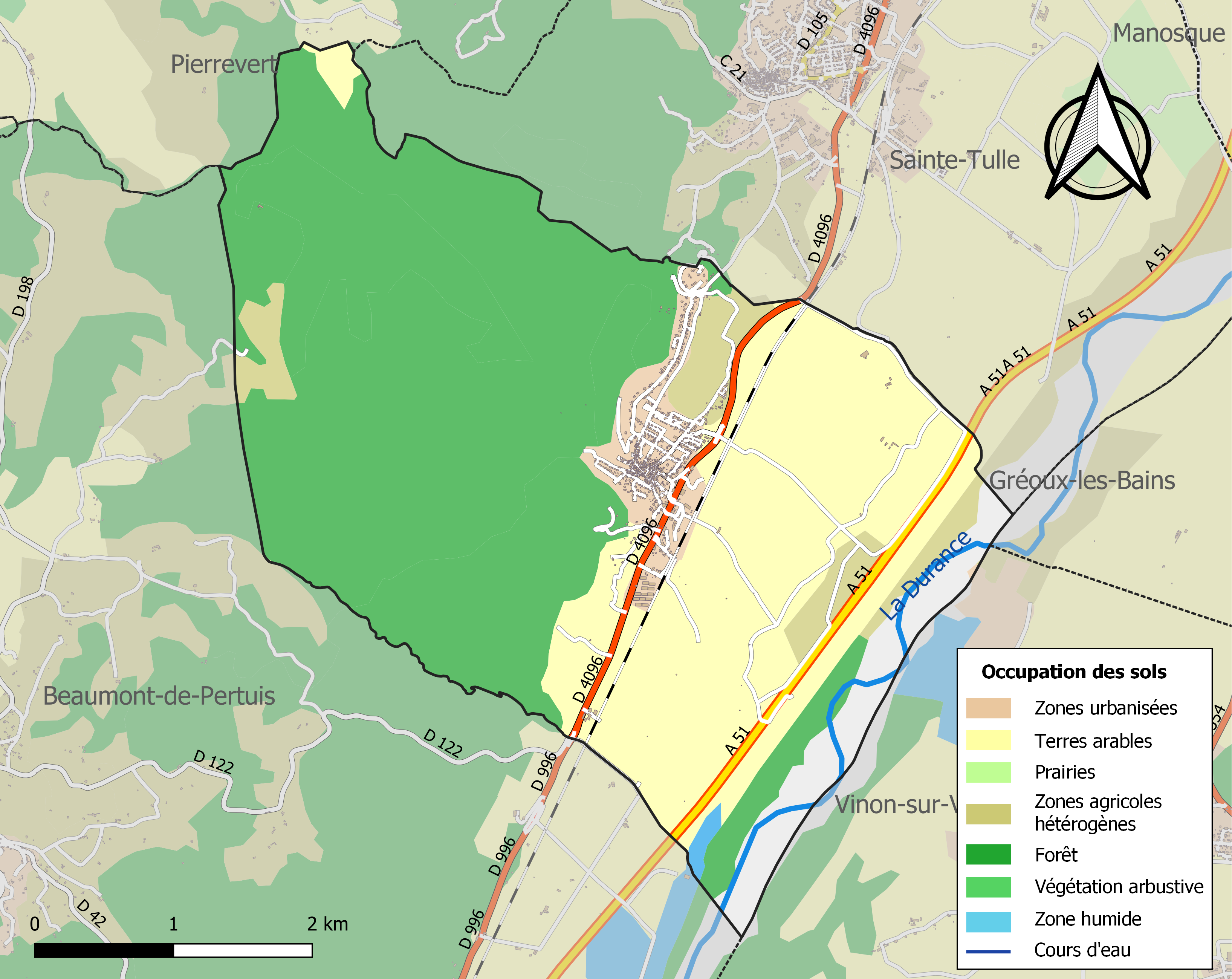
Carte de l'occupation des sols de la commune en 2018 (CLC).

### Morphologie urbaine

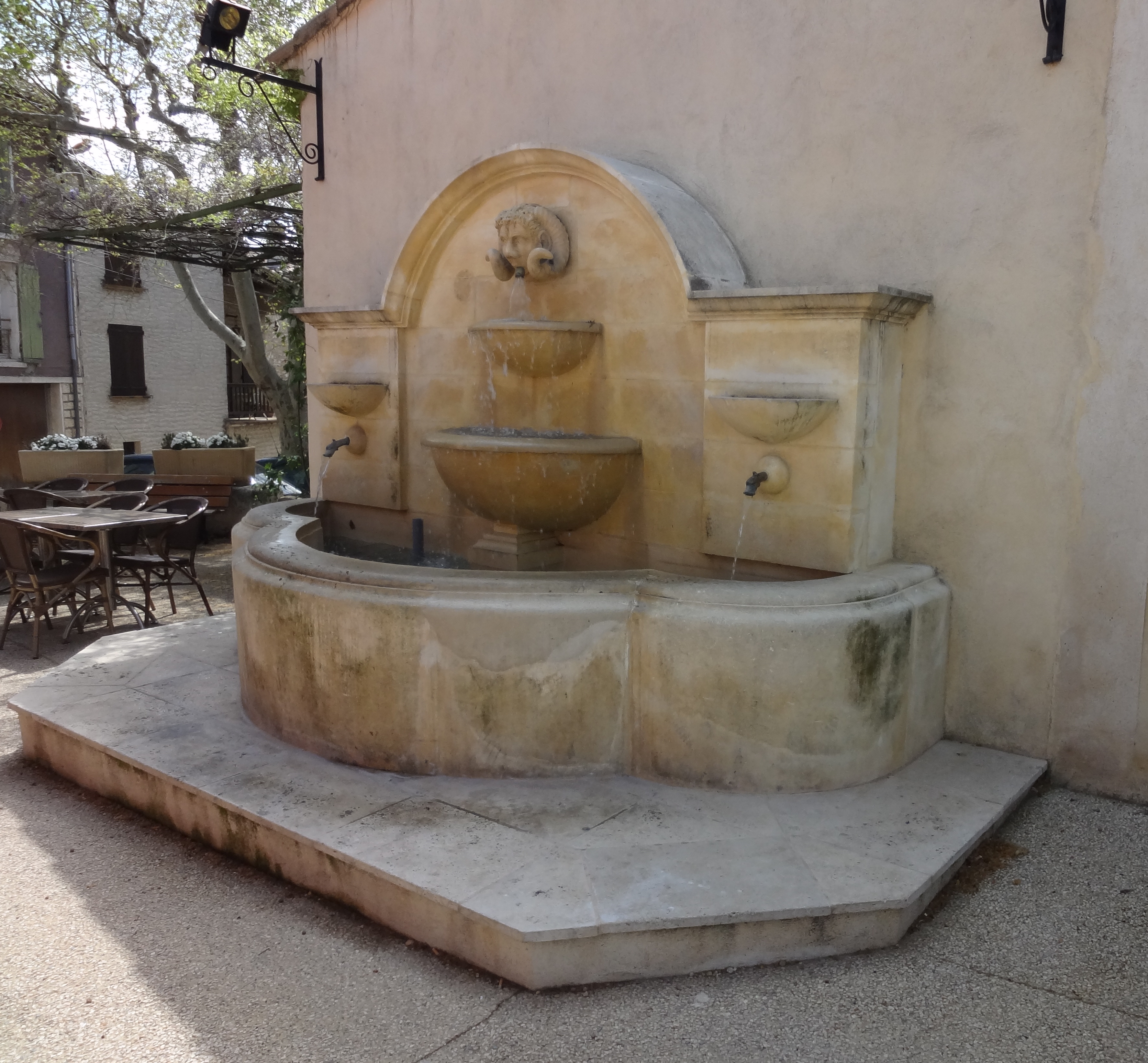
Fontaine sur une place, à Corbières.

### Logement
En 2009, le nombre total de logements dans la commune était de 514, alors qu'il était de 432 en 1999.
Parmi ces logements, 82,2 % étaient des résidences principales, 14,2 % des résidences secondaires et 3,6 % des logements vacants. Ces logements étaient pour 90,2 % d'entre eux des maisons individuelles et pour 9,8 % des appartements.
La proportion des résidences principales, propriétés de leurs occupants était de 65,6 %, légèrement en baisse par rapport à 1999 (69,4 %).

## Histoire

### Préhistoire et Antiquité
Avant la conquête romaine, le territoire de la commune est déjà occupé : au-dessus du village, la colline a pu abriter un oppidum.
Les Romains implantent la vigne à Corbières-en-Provence : un atelier de potier fabriquant des amphores vinaires a été retrouvé à Corbières-en-Provence.

### Moyen Âge
Alors que le sud-est de la Gaule était une terre burgonde, le roi des Ostrogoths Théodoric le Grand fait la conquête de la région entre la Durance, le Rhône et l’Isère en 510. La commune dépend donc brièvement à nouveau de l’Italie, jusqu'en 526. En effet, pour se réconcilier avec le roi Burgonde Gondemar III, la régente ostrogothe Amalasonthe lui rend ce territoire.
Le fief de Corbières relevait du comté de Forcalquier au XIIe siècle. Lorsque ce comté perd son indépendance en 1209, à la mort de Guillaume II, un de ses neveux, Guillaume de Sabran tente de le relever. Après une lutte de dix ans, il passe un accord à Meyrargues le 29 juin 1220 avec Raimond Bérenger IV, comte de Provence et lui aussi héritier du comté de Forcalquier. Par cet accord, la moitié sud du comté, dont Corbières-en-Provence, lui est donnée. Guillaume de Sabran conserve sa moitié de comté jusqu'à sa mort, vers 1250.
e
Du XIIe siècle au XVe siècle, l’abbaye Saint-André de Villeneuve-lès-Avignon possédait l’église paroissiale Saint-Brice, un prieuré, située sur la colline, et l’église Saint-Martin au Picarlet ; elle en percevait les revenus. L’abbaye partage la seigneurie avec l’abbaye de Valsaintes à partir de la fin du XIIe siècle.
La peste noire de 1348 et les guerres durant tout le XIVe siècle vidèrent Corbières-en-Provence de ses habitants. La communauté relevait de la viguerie de Forcalquier.
Après la guerre de Cent Ans, les seigneurs durent faire appel à des Piémontais pour repeupler le lieu qui arrivèrent en 1471 et 1476. Certains de ces colons piémontais s’étaient établis à Sainte-Tulle avant d’être recrutés par les co-seigneurs, l’écuyer Antoine de Cruce et l’abbé de Valsaintes. Ces colons sont installés sous le régime de l’acapte : leur sont attribuées des terres arables, des prés, une oliveraie et des maisons en ruines, dans le faubourg. Les redevances sont limitées à un cens léger (en numéraire) et une tasque en nature d’un onzième des récoltes, ce qui en fait des conditions avantageuses.

### Temps modernes
Un premier canal est construit au début du XVIe siècle : prenant l’eau de la Durance à La Brillanne, il permet d’alimenter plusieurs moulins (fonction de source d’énergie) mais aussi d’irriguer les cultures avec les eaux de fuite. À la même époque, une partie des troupeaux de la communauté de (actuellement commune de Bayons, dans les Monges), hivernaient à Corbières.
Lors des guerres de Religion, le village est pillé et incendié par les protestants, ce qui provoque notamment la destruction de l’église,. Et en 1585, les troupes fidèles au roi abattent les murailles de la cité, le seigneur d’Espinouse, détenteur du fief, ayant été très actif dans les rangs des opposants au roi.
La seigneurie est érigée en baronnie en faveur des Coriolis en 1625.
La peste de 1720 emporta 131 personnes sur les 400 habitants présents. À la fin de l'épidémie, tous les effets et les meubles des défunts furent brûlés au centre du village. Depuis, et sans faillir un feu est allumé du 24 décembre au 1er janvier sur la place du village pour commémorer cette épidémie.[réf. souhaitée]
À la fin de l’Ancien Régime, les collines étaient aménagées en terrasse pour accueillir des arbres productifs (amandiers, fruitiers divers). Le moulin à grain des Coriolis jouissait d’une bonne réputation dans la région, étant doté de meules françaises.

### Révolution française
Durant la Révolution, la commune compte une société patriotique, créée après la fin de 1792.
C’est aussi à cette période que les terrains des Iscles Hautes, en bordure de Durance, sont distribuées en 75 parcelles aux habitants pour défrichage.

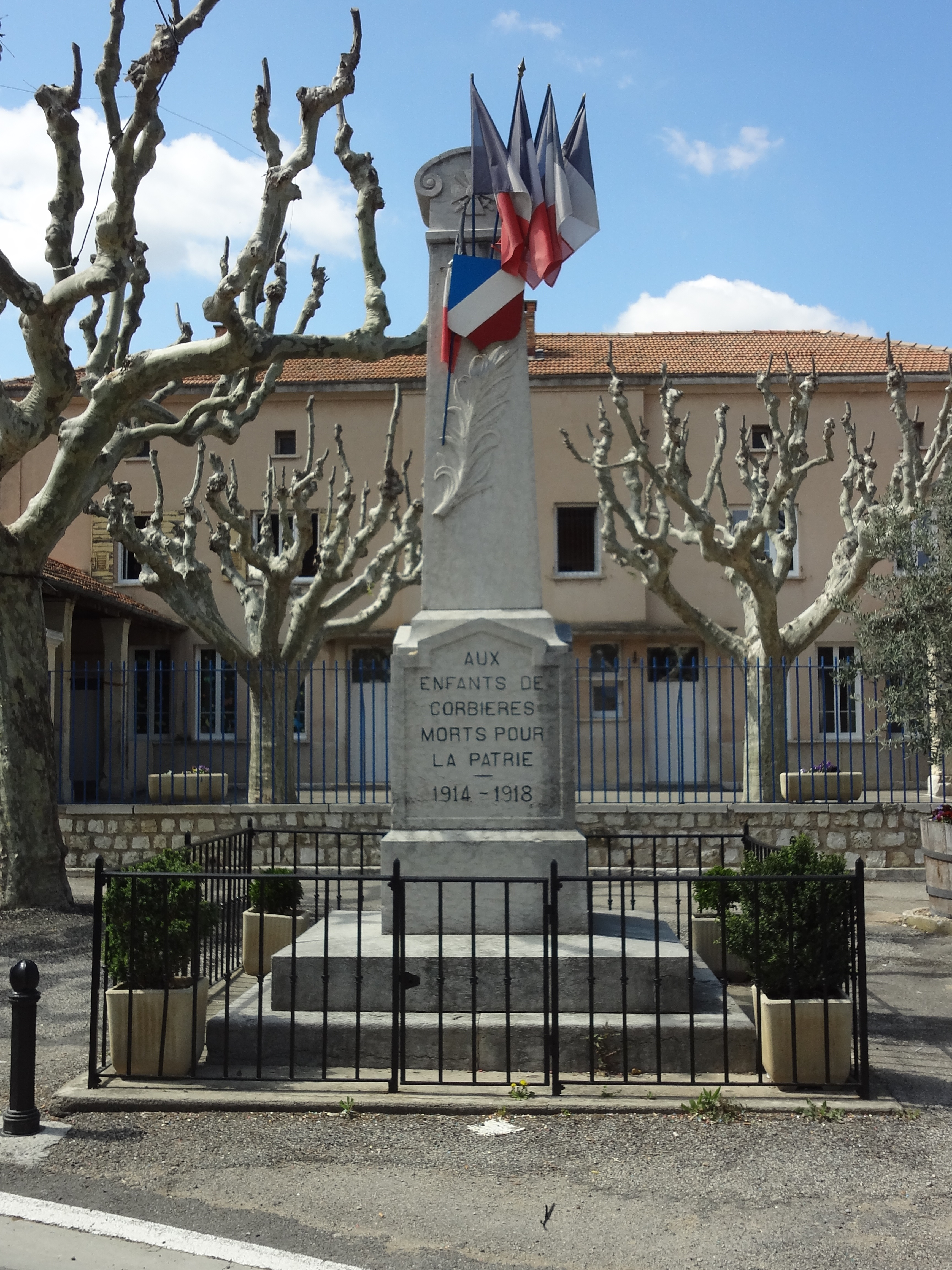
Monument aux morts de Corbières-en-Provence.

### Époque contemporaine
Au XIXe siècle, l’agriculture est très diversifiée, utilisant au maximum les possibilités du terroir. Les terrasses des collines sont toujours occupées par des vergers, la vigne et l’olivier, la plaine sert aux céréales. Les cultures maraîchères étaient aussi pratiquées, bénéficiant des eaux d’irrigation du canal de La Brillanne, construit entre 1837 et 1847. Les particularités podologiques et climatiques de la commune ont également favorisé les cultures de céréales semencières (destinées à la vente comme semence).
Le coup d'État du 2 décembre 1851 commis par Louis-Napoléon Bonaparte contre la Deuxième République provoque un soulèvement armé dans les Basses-Alpes, en défense de la Constitution. Après l’échec de l’insurrection, une sévère répression poursuit ceux qui se sont levés pour défendre la République : 18 habitants de Corbières sont traduits devant la commission mixte, la majorité étant condamnés à la déportation en Algérie.
Comme de nombreuses communes du département, Corbières-en-Provence se dote d’une école bien avant les lois Jules Ferry : en 1863, elle en possède déjà une qui dispense une instruction primaire aux garçons, au chef-lieu. La même instruction est donnée aux filles, bien que la loi Falloux (1851) n’impose l’ouverture d’une école de filles qu’aux communes de plus de 800 habitants. La commune profite des subventions de la deuxième loi Duruy (1877) pour construire une école neuve.
Les travaux de la ligne de chemin de fer de ligne de Lyon à Marseille par Grenoble commencent en 1868 dans la commune (cette section de la ligne est mise en service en 1877).
Aux eaux du canal de La Brillanne, qui irriguent environ un tiers des plaines de Corbières-en-Provence, s’ajoutent celles du canal de Manosque au début du XXe siècle (fin des travaux en 1924). Elles sont assez abondantes pour arroser les deux tiers restants des cultures de la commune. La coopérative de Manosque, créée dans les années 1930 par Louis Martin-Bret, fournit des semences de pommes de terre et achète la production, ce qui permet de développer cette culture.
L’occupation de la commune commence deux ans et demi après le début de la Seconde Guerre mondiale, en novembre 1942, quand les Italiens et les Allemands envahissent la zone libre à la suite du débarquement allié en Afrique du Nord. Le 1er mai 1943, la ligne à haute tension est sabotée par les Francs-tireurs et partisans (FTP).
Pour préparer le débarquement de Provence, deux équipes Jedburgh sont parachutées les 8 et 9 août afin d’agir sur les arrières allemands, et notamment les voies de communication. Disposant de l’appui de 3 000 FFI, elles prennent le contrôle de la RN 96 qui permet de remonter la vallée de la Durance de Manosque à Veynes. Au cours des opérations suivant le débarquement, les forces alliées franchissent très tôt les premières défenses allemandes, et se lancent dans de rapides offensives de débordement, afin de couper les voies de retraite à la Wehrmacht. Une colonne, partie le 17 août de Vidauban, franchit la Durance le 20 août au sud de Mirabeau. Le 143e régiment d’infanterie US forme une colonne qui remonte la vallée de la Durance toute la journée du 20 août et libère les villes et villages sur son passage, dont Corbières.
L’agriculture continue d’évoluer dans l’après-guerre, avec des cultures qui bénéficient du climat ensoleillé. La faillite de la coopérative de Manosque entraîne l’abandon de la pomme de terre, et la plantation de vergers de pommiers dans la plaine dans les années 1960,. Au cours de cette décennie, la construction du barrage de Serre-Ponçon, qui détourne la plus grande partie du débit de la Durance dans le canal EDF, provoque la baisse de la nappe phréatique et l’assèchement de plusieurs sources. La construction du canal et de son énorme talus, en bordure de rivière, protège les terres agricoles des crues dévastatrices de la Durance.

## Héraldique
|  | Blasonnement : D’azur à un corbeau au naturel s’essorant sur un rocher d’or et derrière le rocher, une rivière d’argent. |

## Politique et administration

### Intercommunalité
Corbières-en-Provence fait partie :
- de 2002 à 2013, de la communauté de communes Sud 04 ;
- depuis le 1er janvier 2013, de la communauté d'agglomération Durance Luberon Verdon.

### Liste des maires

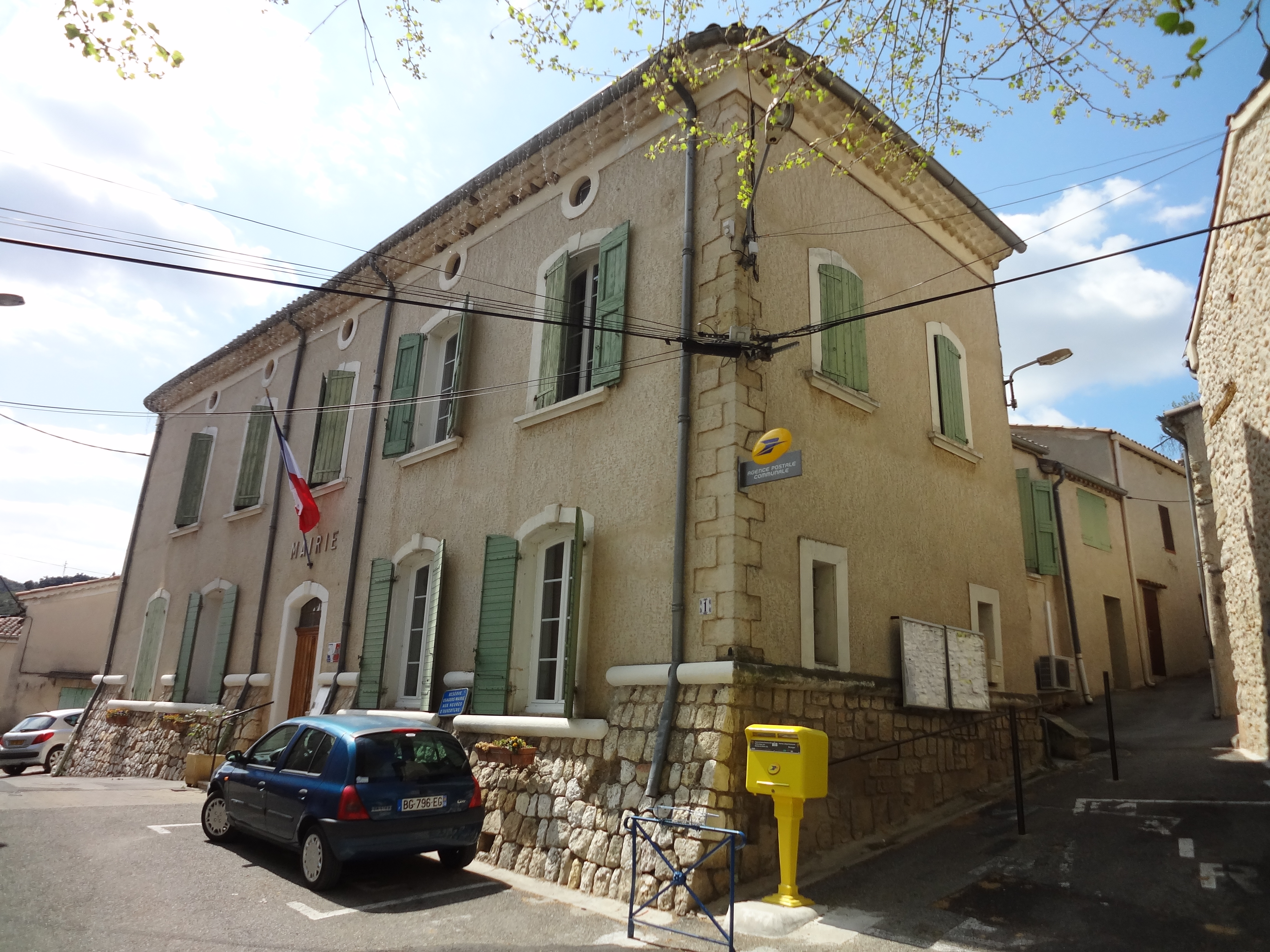
Mairie.

| Période   | Période                     | Identité            | Étiquette  | Qualité                                                                         |
| --------- | --------------------------- | ------------------- | ---------- | ------------------------------------------------------------------------------- |
|           |                             |                     |            |                                                                                 |
| 1794      |                             | Brice Courbon       |            |                                                                                 |
|           |                             |                     |            |                                                                                 |
| mai 1945  |                             | Alphonse Carles     |            |                                                                                 |
|           |                             |                     |            |                                                                                 |
| mars 2001 | mars 2008                   | Claude Arnoux       | PCF        |                                                                                 |
| mars 2008 | En cours (au 17 avril 2014) | Jean-Claude Castel, | Reconquête | Agriculteur Conseiller départemental (2015-) vice-président de la DLVA (2014- ) |

### Jumelages
Au 20 avril 2013, Corbières-en-Provence n'est jumelée avec aucune commune.

### Enseignement

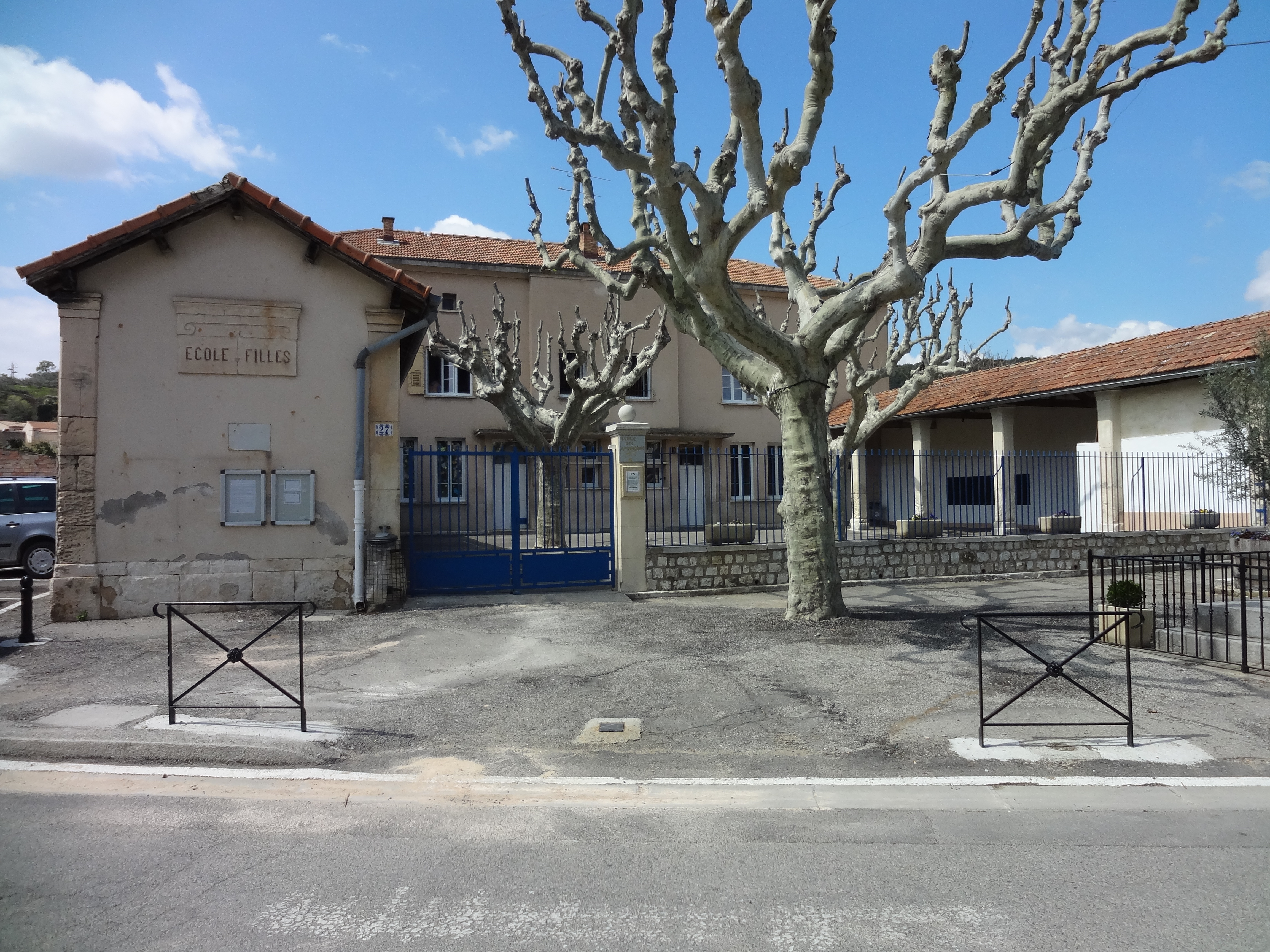
École de Corbières-en-Provence.

La commune est dotée d’une école primaire.

### Instances judiciaires et administratives
Corbières-en-Provence relève :
- du tribunal d'instance et du tribunal de commerce de Manosque ;
- du tribunal de grande instance, du tribunal pour enfants, du conseil de prud'hommes de Digne-les-Bains ;
- La cour d'appel est la cour d'appel d'Aix-en-Provence.
- Les instances administratives (cours administratives d'appel et les tribunaux administratifs dont de la Sécurité Sociale) sont situés à Marseille.

### Environnement et recyclage
La collecte et traitement des déchets des ménages et déchets assimilés et la protection et mise en valeur de l'environnement se font dans le cadre de la Communauté d'agglomération Durance Luberon Verdon.

## Économie

### Aperçu général
En 2009, la population active s’élevait à 791 personnes, dont 39 chômeurs (63 fin 2011). Ces travailleurs sont majoritairement salariés (86 %) et travaillent majoritairement hors de la commune (67 %).
En 2011, quatre entreprises ont été créées à Corbières-en-Provence.
En 2010, le revenu fiscal médian par ménage était de 31 948 €, ce qui plaçait Corbières-en-Provence au 10 778e rang parmi les 31 525 communes de plus de 39 ménages en métropole.

### Emploi
En 2009, la population âgée de 15 à 64 ans s'élevait à 625 personnes, parmi lesquelles on comptait 75,1 % d'actifs dont 68,8 % ayant un emploi et 6,3 % de chômeurs.
On comptait 122 emplois dans la zone d'emploi, contre 101 en 1999. Le nombre d'actifs ayant un emploi résidant dans la zone d'emploi étant de 433, l’indicateur de concentration d'emploi est de 28,1 %, ce qui signifie que la zone d'emploi offre un seul emploi pour quatre habitants actifs.

### Agriculture

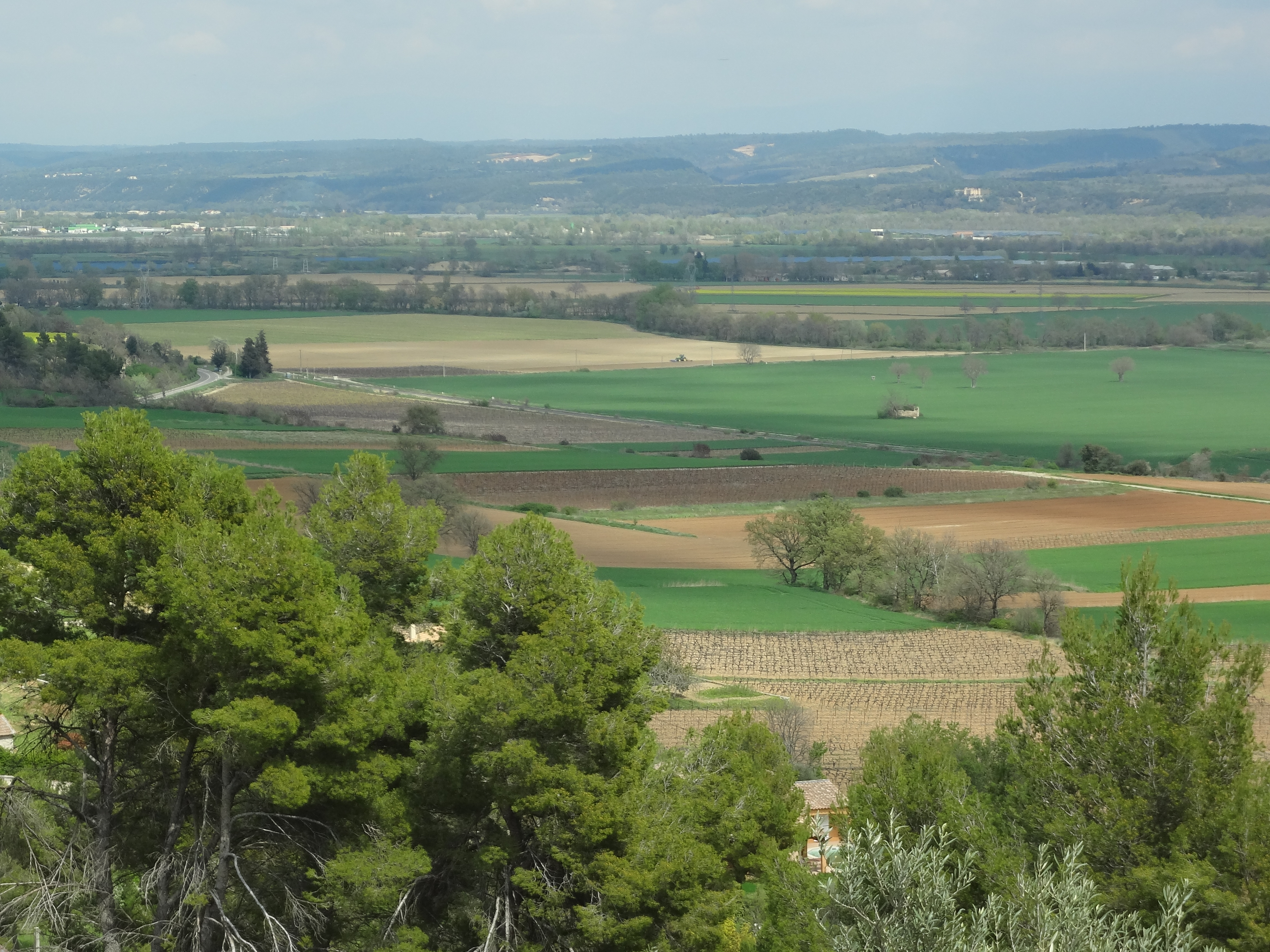
Plaine de la Durance, avec grandes cultures et vigne.

Fin 2010, le secteur primaire (agriculture, sylviculture, pêche) comptait huit établissements actifs au sens de l’Insee (exploitants non-professionnels inclus) et neuf emplois salariés. Le nombre d’exploitations professionnelles, selon l’enquête Agreste du ministère de l’Agriculture, est de six en 2010, stable depuis 2000, après la disparition de 18 exploitations de 1988 à 2000.
De 1988 à 2000, la surface agricole utile (SAU) a fortement diminué, de 647 ha à 455 ha. La SAU a continué de diminuer lors de la dernière décennie, à 415 ha, les exploitations faisant entre 35 et 300 ha (une partie des terres cultivées pouvant se trouver hors de la commune). Les parcelles sont caractérisées par leur très faible taille, aucune opération de remembrement n’ayant eu lieu dans la commune,. La mécanisation poussée des cultures et l’introduction des méthodes d’irrigation modernes, qui nécessitent des parcelles de grande taille pour leur mise en œuvre, ont poussé à généraliser la pratique des échanges culturaux à partir des années 1970 : la propriété des parcelles se transmettant à l’intérieur de familles qui ne cultivent plus nécessairement la terre, mais l’afferment, les exploitants ont procédé à des échanges des parcelles voisines. Très rapidement, le parcellaire visible est apparu comme constitué de grandes unités de cultures, en réalité pratiquées sur de multiples parcelles contiguës appartenant à des propriétaires différents. Tous ces arrangements se sont faits de manière orale.
Les cultures sont traditionnellement irriguées dans la commune, depuis la construction des canaux de Brillanne (1847) et de Manosque (1924). Cette irrigation par arrosage est complétée par des forages dès la fin du XIXe siècle, dont l’eau était puisée par noria ou éolienne. L’irrigation utilisant l’eau sous pression est pratiquée depuis une dizaine d’années, ce qui a permis de généraliser l’irrigation par aspersion et d’introduire l’irrigation au goutte-à-goutte. L’eau sous pression est fournie par la société du canal de Provence, les eaux du canal de Manosque pour l’irrigation gravitaire et certains forages du XXe siècle continuant d’être utilisés, les pompes étant actionnées par des moteurs électriques ou thermiques.
Enfin, la coopérative Groupement Provence Services (GPS) de Manosque permet une certaine autonomie au secteur agricole local, tout comme la coopérative vinicole de Pierrevert.
La culture de l’olivier est une des principales de la commune. Alors que la production d’huile d’olive était très importante jusqu’au début du XXe siècle (avec 19 000 pieds sur 40 ha), elle connait un fort déclin à Corbières-en-Provence. Le moulin à huile de la commune ferme en 1927. En 1994, on ne comptait plus que 1 700 pieds cultivés, alors que la remise en exploitation avait commencé depuis quelques années. Le renouveau de l’oliveraie a été soutenu par une association, Lei Olivaïre Corbieren fondée en 1997, et subventionné par le ministère de l'Agriculture. En 2000, avant l’incendie, l’oliveraie de Corbières-en-Provence s’étendait sur 18 ha ; elle a continué de progresser depuis, occupant 30 ha en 2012. Les oliviers cultivés sont de la variété Aglandau. Outre son rôle économique, l’oliveraie joue aussi un rôle de limitation des incendies de forêt, en constituant des pare-feus,.
La vigne, autre composante de la triade méditerranéenne, est elle aussi présente anciennement. Au XIXe siècle, le vin produit était destiné à l’autoconsommation, sa qualité permettant de le vendre sur les marchés régionaux. Actuellement, quatre exploitants ont une activité de vigneron-récoltant (sur environ un tiers de la surface de leurs exploitations respectives et produisent un vin d’assez bonne qualité et inclus dans le périmètre du Pierrevert (AOC). Les cépages utilisés sont le grenache noir, le syrah, le mourvèdre (vins rouges), et le cinsault pour les rosés, la moitié de la production étant commercialisée en vente directe au consommateur.
Les céréales sont enfin la troisième culture principale de la commune, principalement le blé dur d’hiver, cultivé à la fois comme blé de consommation et blé de semence, c’est-à-dire destiné à la vente pour être semé l’année suivante. Le terroir de Corbières-en-Provence est en effet favorable à la culture semencière : la plaine de la Durance est composée de terres alluviales riches ; le terroir est protégé des pollutions polliniques par les collines du Luberon, et par les ripisylves bordant les torrents ; le climat, froid l’hiver, est cependant chaud l’été et ensoleillé, ce qui favorise un bon mûrissement des graines ; enfin, l’irrigation pratiquée avec l’eau du lac de Serre-Ponçon, donc pratiquement sans limite, assure des rendements élevés.
D’autres grandes cultures sont également pratiquées : betterave, colza (ces deux cultures uniquement pour la semence), le maïs (à la fois comme maïs de consommation et maïs de semence, y compris la semence de base (qui est distribuée aux agriculteurs produisant la semence)), le tournesol (idem), le sorgho (idem) et la pomme de terre (uniquement pour la consommation courante).
Les derniers élevages de moutons ont été abandonnés pendant la décennie 2000-2010.

### Industrie
Fin 2010, le secteur secondaire (industrie et construction) comptait 16 établissements, employant 34 salariés.
Mécanique usinage de précision est, comme son nom l’indique, un atelier de mécanique de précision (sur métaux et matériaux synthétiques) ; il emploie 18 salariés.

### Activités de service
Fin 2010, le secteur tertiaire (commerces, services) comptait 30 établissements (avec 4 emplois salariés), auxquels s’ajoutent les 4 établissements du secteur administratif (regroupé avec le secteur sanitaire et social et l’enseignement), salariant 24 personnes.
D'après l’Observatoire départemental du tourisme, la fonction touristique est peu importante pour la commune, avec moins d’un touriste accueilli par habitant. La commune ne compte aucun dispositif d’hébergement spécialisé.
Les résidences secondaires constituent donc la seule capacité d’accueil : au nombre de 74, elles représentent un logement sur sept,.

## Population et société

### Démographie
L'évolution du nombre d'habitants est connue à travers les recensements de la population effectués dans la commune depuis 1765. Pour les communes de moins de 10 000 habitants, une enquête de recensement portant sur toute la population est réalisée tous les cinq ans, les populations de référence des années intermédiaires étant quant à elles estimées par interpolation ou extrapolation. Pour la commune, le premier recensement exhaustif entrant dans le cadre du nouveau dispositif a été réalisé en 2008.

En 2022, la commune comptait 1 285 habitants, en évolution de +9,55 % par rapport à 2016 (Alpes-de-Haute-Provence : +2,84 %, France hors Mayotte : +2,11 %).
| 1765 | 1793 | 1800 | 1806 | 1821 | 1831 | 1836 | 1841 | 1846 |
| ---- | ---- | ---- | ---- | ---- | ---- | ---- | ---- | ---- |
| 282  | 434  | 455  | 505  | 571  | 585  | 620  | 635  | 657  |

| 1851 | 1856 | 1861 | 1866 | 1872 | 1876 | 1881 | 1886 | 1891 |
| ---- | ---- | ---- | ---- | ---- | ---- | ---- | ---- | ---- |
| 704  | 672  | 657  | 593  | 571  | 591  | 533  | 591  | 530  |

| 1896 | 1901 | 1906 | 1911 | 1921 | 1926 | 1931 | 1936 | 1946 |
| ---- | ---- | ---- | ---- | ---- | ---- | ---- | ---- | ---- |
| 481  | 484  | 482  | 503  | 700  | 435  | 457  | 377  | 397  |

| 1954 | 1962 | 1968 | 1975 | 1982 | 1990 | 1999 | 2006 | 2008 |
| ---- | ---- | ---- | ---- | ---- | ---- | ---- | ---- | ---- |
| 403  | 441  | 633  | 483  | 660  | 786  | 791  | 920  | 957  |

| 2013  | 2018  | 2022  | - | - | - | - | - | - |
| ----- | ----- | ----- | - | - | - | - | - | - |
| 1 068 | 1 196 | 1 285 | - | - | - | - | - | - |

| 1315    | 1471     |
| ------- | -------- |
| 60 feux | inhabité |

L’histoire démographique ancienne de Corbières-en-Provence est marquée par la grande saignée du XIVe siècle, si forte que la reconstitution de la communauté ne fut possible que par le recours à l’immigration. S’ensuivit une lente croissance allant de la fin du XVe siècle aux années 1830. La population de Corbières marque ensuite une période d’« étale » où la population reste assez stable à un niveau élevé. Cette période, assez tardive par rapport au reste du département, dure de 1836 à 1861. L’exode rural provoque un mouvement de diminution de longue durée. Mais là aussi, le sort de Corbières est différent de celui des autres communes du département : la perte ne dépasse jamais les 50 % de la population du maximum démographique du XIXe siècle (704 habitants en 1851), et la baisse s’interrompt dès les années 1950, après avoir duré moins d’un siècle. Depuis 1990, la population de Corbières-en-Provence a largement dépassé son niveau de 1851 et se situe désormais au-delà du millier d’habitants.
La légère croissance de population de 1876 est due à la présence d’ouvriers du chantier de construction de la ligne de chemin de fer Lyon-Marseille par les Alpes.

### Sports
Trois associations sportives sont implantées sur la commune : tennis de table, gymnastique volontaire, randonnée pédestre.

### Cultes

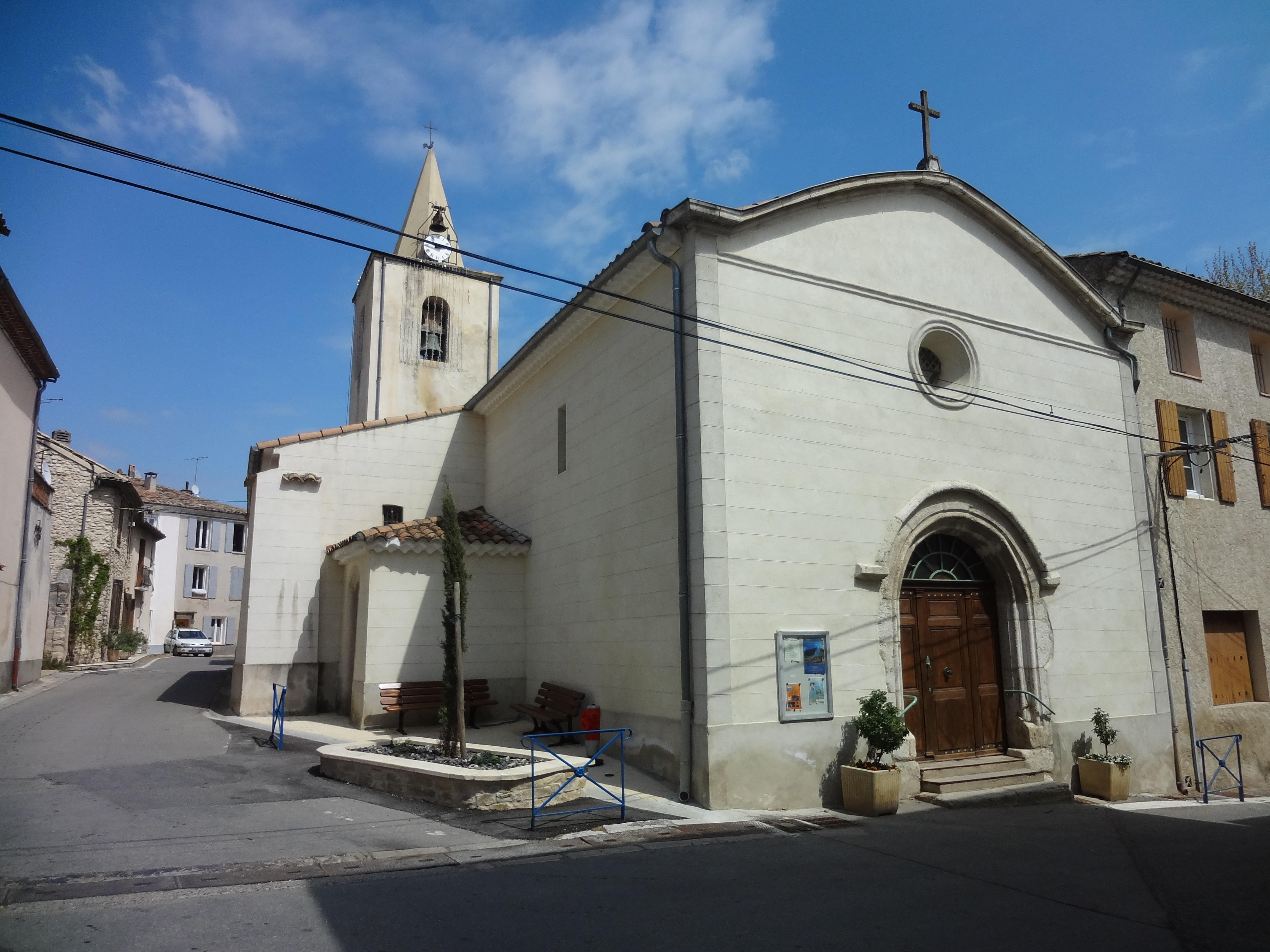
Église Saint-Sébastien.

Le territoire de la commune dépend de la paroisse catholique Saint-Sébastien de Corbières au sein du doyenné de Manosque, lui-même au sein du diocèse de Digne, Riez et Sisteron.

## Lieux et monuments
L’église Saint-Sébastien, partiellement détruite pendant les guerres de Religion, est reconstruite fin XVIe siècle début XVIIe siècle (achevée en 1610). Elle a conservé sa chapelle latérale sud (XVIe siècle). Le portail, dont les voussures en plein cintre se prolongent par des tores sur les piédroits, et sont surmontées d’un larmier épais, doit être contemporain de la chapelle. La statue-reliquaire du saint, en bois peint, date du XVIIIe siècle et est classée monument historique au titre objet. En 1867, la foudre tombe sur le clocher, endommageant la sacristie et l’horloge.
Une maison de la grand-rue, du XVe siècle également, possède un linteau orné d’une accolade double sculptée.
La mairie est située dans une ancienne demeure bourgeoise.
La chapelle Saint-Brice, au NNO du village, accessible par un sentier botanique, possède un riche décor intérieur : peintures vives, dorures. L’extérieur, par contraste, est très simple ; il existe aussi une autre chapelle, la chapelle Notre-Dame-de-la-Salette, autrefois sous la titulature de Notre-Dame-de-Lorette.

Chapelle Saint-Brice
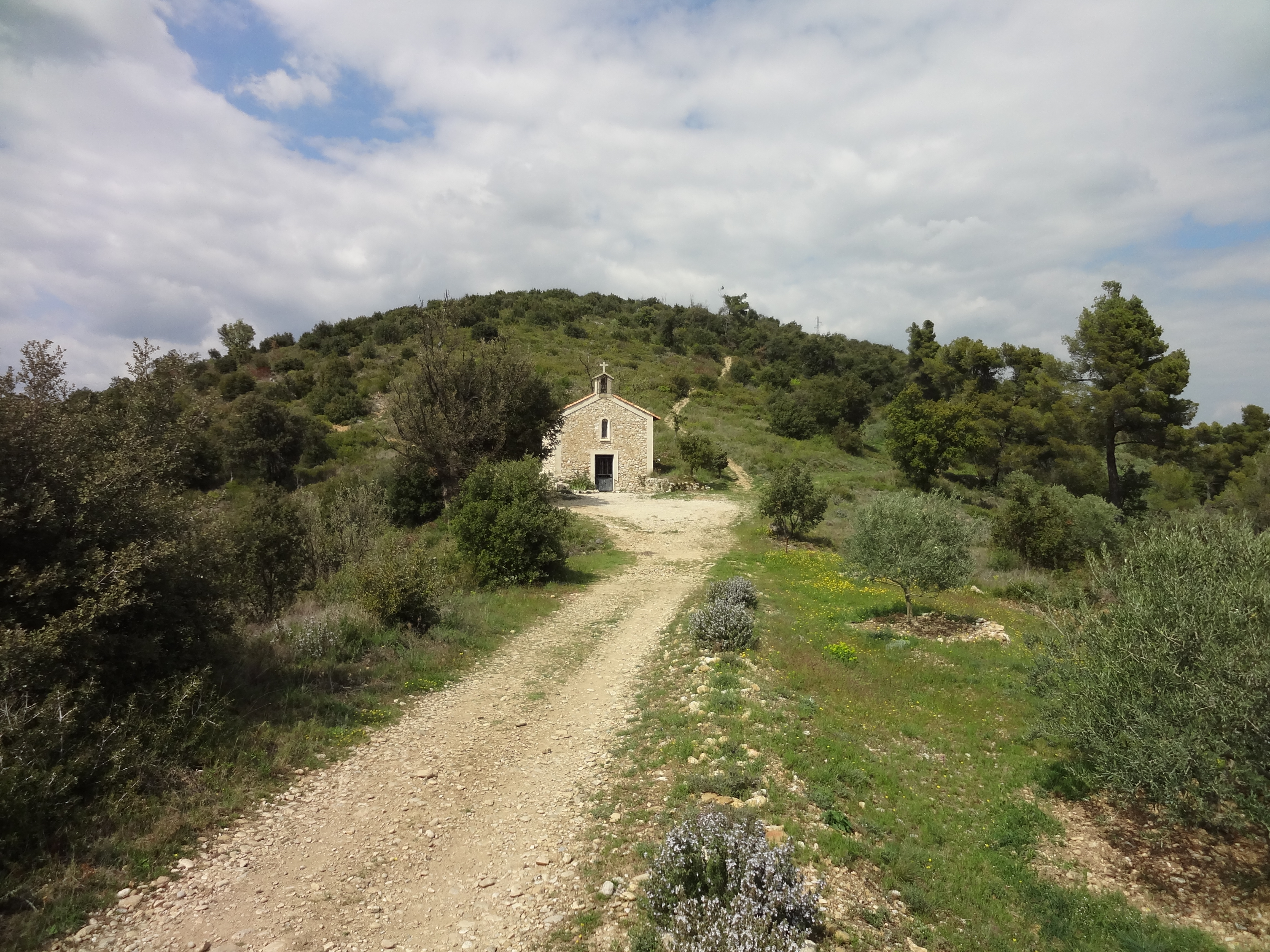
Chapelle Saint-Brice.
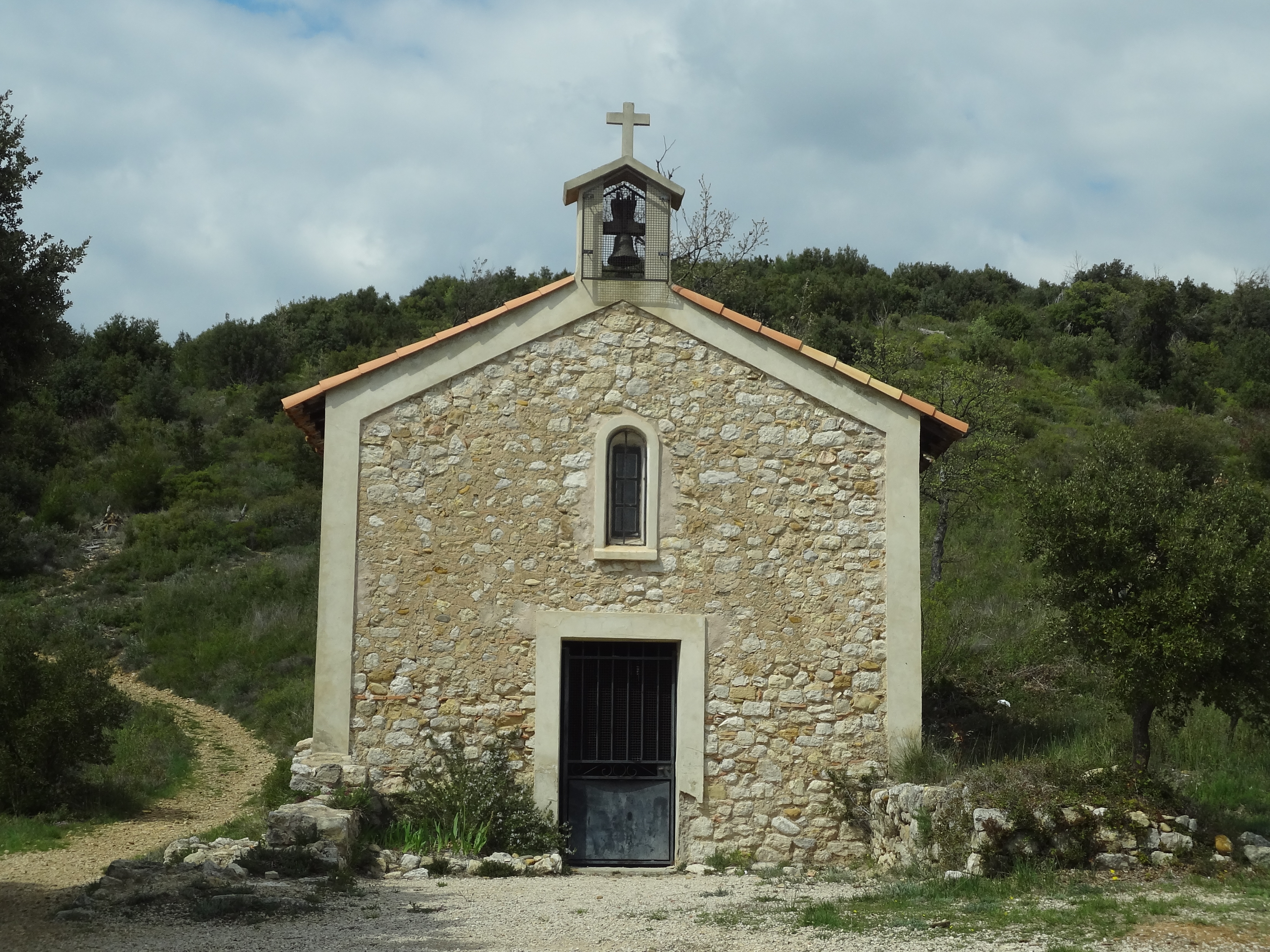
Façade de la chapelle Saint-Brice.
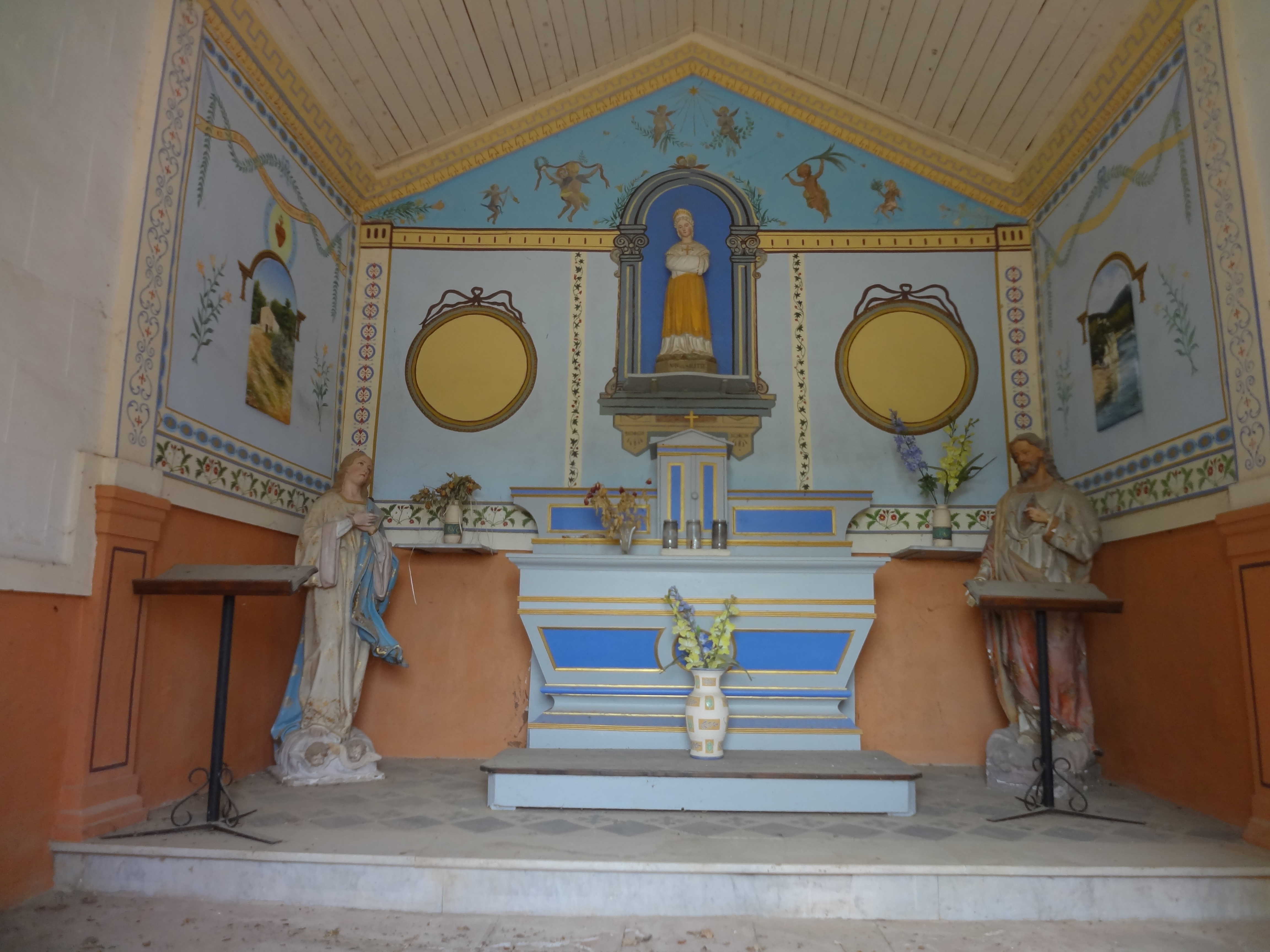
Décoration intérieure de la chapelle Saint-Brice.

En 1870, une nouvelle fontaine est mise en eau. Le lavoir de la Place Haute est alimenté par la source du Tarnaud située à 3,5 kilomètres en amont sur le Riou de Corbières, captée puis conduite en 1876 jusqu’au village.
En bordure de la route, se trouve un ancien relais de poste.